# Deus absconditus

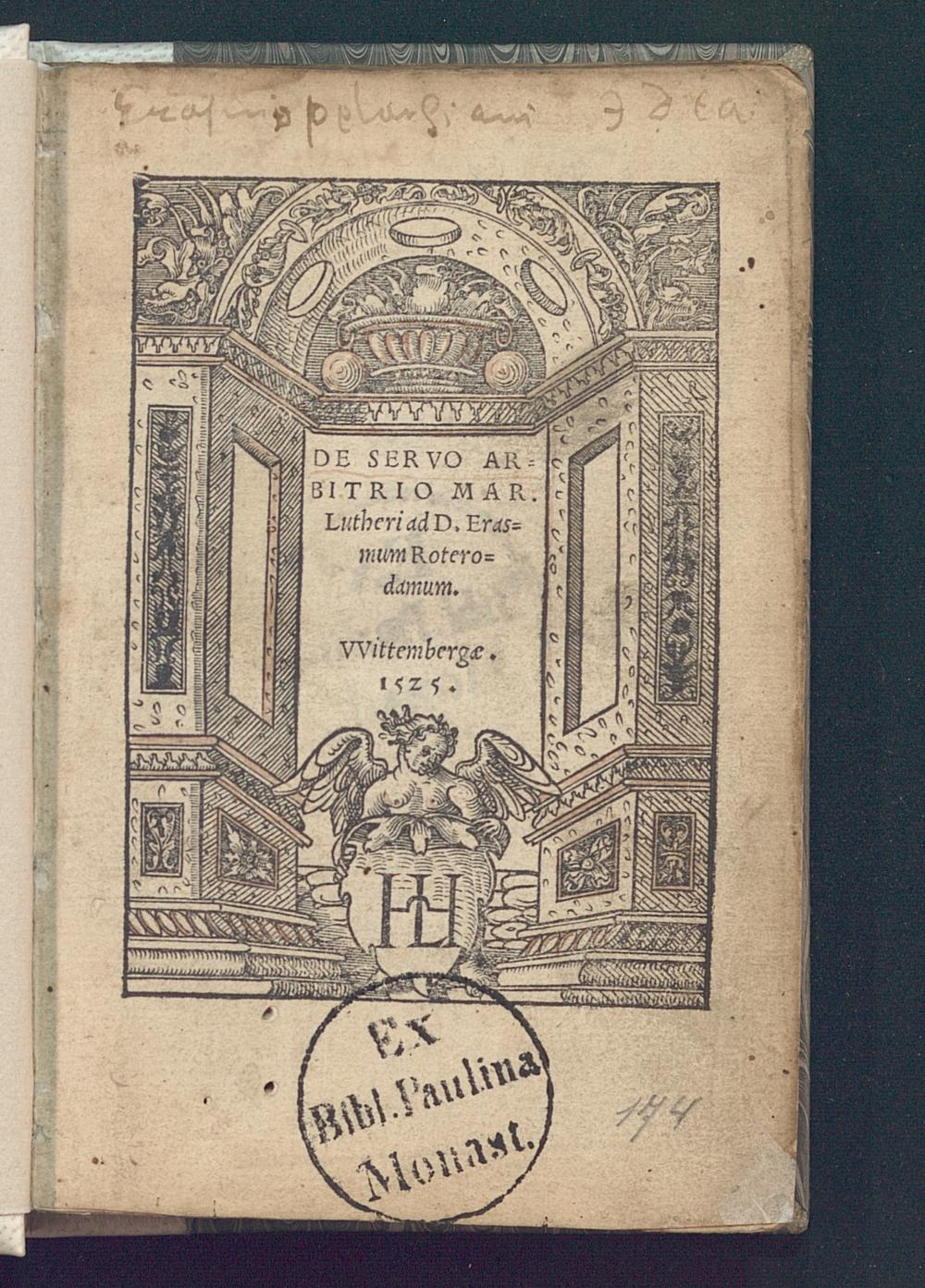
El reformador protestant Martí Luter va desplegar les seves opinions sobre els conceptes de Déu ocult i revelat en el seu tractat teològic De Servant Arbitrio (1525).

El Déu amagat (llatí: Deus absconditus) es refereix a la idea cristiana de la impossibilitat fonamental de conèixer l'essència de Déu. El nom ve de la Bíblia, concretament del llibre d'Isaïes a l'Antic Testament: "Realment ets un Déu que s'amaga, Déu d'Israel, salvador." (45:15). Aquest concepte fou particularment important en el pensament de Nicolau de Cusa, Blaise Pascal, Jean Cauvin i Martí Luter.
Luter desenvolupà els seus punts de vista sobre el Deus absconditus a la seva obra en llatí De servo arbitrio el 1525. Però ja havia apuntat aquesta idea a les seves exposicions sobre els Salms i la seva exposició sobre la Carta als Romans deu anys abans. El contrari de Deus absconditus en la teologia luterana és el Deus revelatus (el Déu revelat).